# Giorgia Pellegrinelli
Giorgia Pellegrinelli (Alzano Lombardo, 12 gennaio 1999) è una calciatrice italiana, attaccante delle Azalee Solbiatese.

## Carriera
Dopo aver giocato nel Villa d'Almé, la squadra del suo paese, Giorgia Pellegrinelli passò alle giovanili del Mozzanica, dove entrò a far parte di una squadra femminile. Nel maggio 2016 arrivò l'esordio in prima squadra, nella semifinale di Coppa Italia, persa dal Mozzanica per 1-5 contro il Brescia, col gol della bandiera realizzato proprio da Pellegrinelli. L'esordio in Serie A arrivò nella stagione successiva e la prima rete nella massima serie italiana giunse nella vittoria per 5-2 in casa della L.F. Jesina alla terza giornata. Pellegrinelli chiuse la stagione con 7 reti realizzate su 18 presenze. Pellegrinelli giocò con la maglia del Mozzanica per altre due stagioni, giocando sempre in Serie A, finché venne svincolata assieme a tutte le sue compagne di squadra al termine della stagione 2018-2019 quando la società venne sciolta.
Nel luglio 2019 si accordò col Como, scendendo di due categorie e andando a giocare in Serie C. La stagione venne interrotta anzitempo a causa delle restrizioni legate alla pandemia di COVID-19, ma il Como venne promosso in Serie B perché in testa alla classifica del girone A al momento della sospensione, e Pellegrinelli protagonista con 22 reti realizzate sino a quel momento. Nella stagione successiva Pellegrinelli firmò per la Riozzese Como, la nuova società nata dalla fusione di Riozzese e Como.
Nel luglio 2021 si è trasferita al Brescia, continuando a giocare in Serie B.

## Statistiche

### Presenze e reti nei club
Statistiche aggiornate al 23 maggio 2021.
| Stagione         | Squadra          | Campionato       | Campionato | Campionato | Coppe nazionali | Coppe nazionali | Coppe nazionali | Coppe continentali | Coppe continentali | Coppe continentali | Altre coppe | Altre coppe | Altre coppe | Totale | Totale |
| Stagione         | Squadra          | Comp             | Pres       | Reti       | Comp            | Pres            | Reti            | Comp               | Pres               | Reti               | Comp        | Pres        | Reti        | Pres   | Reti   |
| ---------------- | ---------------- | ---------------- | ---------- | ---------- | --------------- | --------------- | --------------- | ------------------ | ------------------ | ------------------ | ----------- | ----------- | ----------- | ------ | ------ |
| 2015-2016        | Mozzanica        | A                | -          | -          | CI              | 1               | 1               | -                  | -                  | -                  | -           | -           | -           | 1      | 1      |
| 2016-2017        | Mozzanica        | A                | 18         | 7          | CI              | 5               | 1               | -                  | -                  | -                  | -           | -           | -           | 23     | 8      |
| 2017-2018        | Mozzanica        | A                | 15         | 3          | CI              | 4               | 3               | -                  | -                  | -                  | -           | -           | -           | 19     | 6      |
| 2018-2019        | Mozzanica        | A                | 18         | 4          | CI              | 1               | 0               | -                  | -                  | -                  | -           | -           | -           | 19     | 4      |
| Totale Mozzanica | Totale Mozzanica | Totale Mozzanica | 51         | 14         |                 | 11              | 5               |                    | -                  | -                  |             | -           | -           | 62     | 19     |
| 2019-2020        | Como             | C                | ?          | 22         | CIC             | ?               | 1               | -                  | -                  | -                  | -           | -           | -           | ?      | 23     |
| 2020-2021        | Riozzese Como    | B                | 23         | 5          | CI              | 2               | 0               | -                  | -                  | -                  | -           | -           | -           | 25     | 5      |
| Totale carriera  | Totale carriera  | Totale carriera  | 74+        | 41         |                 | 13+             | 6               |                    | -                  | -                  |             | -           | -           | 87+    | 47     |